# Соколовский, Александр Павлович
Алекса́ндр Па́влович Соколо́вский (1890—1954) — советский кораблестроитель, механик, доктор технических наук, профессор, создатель отечественной школы технологии машиностроения.

## Биография
В 1909 году поступил на кораблестроительное отделение Санкт-Петербургского политехнического института. Окончил ППИ в 1917 году. С начала Первой Мировой войны занимался конструированием мин, минных аппаратов и паровозов на крупных заводах Петрограда. В 1920—1922 годах — начальник технического отдела Главного морского технического управления (в 1921 году четыре месяца находился под арестом в ЧК). В 1922—1925 годах работал заведующим электростанциями в Рязанской губернии, в 1925—1929 годах — заведующий отделом оборудования на «Электросиле». Одновременно преподавал курс двигателей внутреннего сгорания в Технологическом институте. С 1930 года — после расчленения ЛПИ на отраслевые вузы — профессор Машиностроительного и с 1932 года — Электромеханического институтов (бывших факультетов Политехнического института). С 1934 года — профессор (в 1935 году утверждён ВАК в этом учёном звании) и заведующий кафедрой в Ленинградском индустриальном институте (в 1940 года ЛИИ возвращено название Ленинградский политехнический институт). Доктор технических наук с 1943 года. Основатель и бессменный руководитель первой в стране и мире кафедры «Технология машиностроения».
В 1930—1940 годах профессором Соколовским опубликован фундаментальный 5-томный труд «Технология машиностроения»